# Tara Chocol
Tara Chocol (* 27. August 1973 in Chicago, Illinois) ist eine US-amerikanische Schauspielerin.

## Leben und Leistungen
Chocol wurde am Chicagoer Steppenwolf Theatre ausgebildet. Die Schauspielerin trat am Chicagoer Famous Door Theatre und am in Los Angeles angesiedelten Tamarind Theatre auf.
Sie debütierte als Filmschauspielerin in der Komödie Chicago Cab aus dem Jahr 1998, in der sie neben John Cusack, Julianne Moore und Gillian Anderson auftrat. In der Krimikomödie Dirt (2001) mit Luke Perry und Jennifer Tilly verkörperte sie eine Angestellte, die von zwei Brüdern entführt wird. Nach einigen Gastauftritten in Fernsehserien spielte sie neben Portia de Rossi und Jacqueline Bisset eine größere Rolle in der Fernsehbiografie Americas Sohn: Die John F. Kennedy jr. Story (2003). In diesem Film verkörperte sie Daryl Hannah, die mit der Hauptfigur zeitweise eine Beziehung führt.
Chocol ist seit dem Jahr 2005 mit dem Kameramann John Joyce verheiratet.

## Filmografie (Auswahl)
- 1998: Chicago Cab
- 2001: Dirt
- 2003: Americas Sohn: Die John F. Kennedy jr. Story (America's Prince: The John F. Kennedy Jr. Story)
- 2004: Stop Thief! (Kurzfilm)
- 2007: Resurrection Mary